# Vieux-Montréal

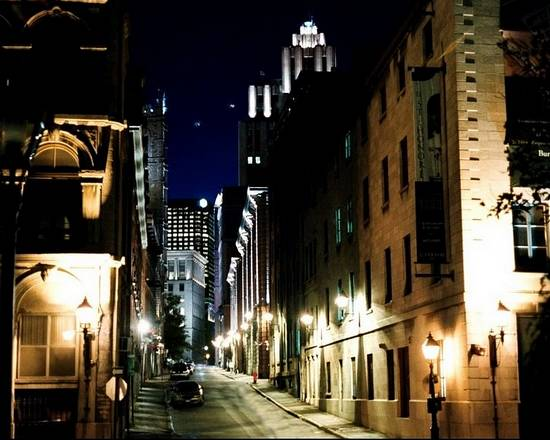
Rue Saint-Sulpice, via tipica della Vieux-Montréal

Vieux-Montréal è un quartiere storico della città di Montréal, nell'arrondissement (circoscrizione) di Ville-Marie. La maggior parte della vecchia Montréal è stata dichiarata quartiere storico nel 1964 dal Ministère des Affaires Culturelles du Québec.

## Luogo
Il quartiere storico della vecchia Montréal si trova all'interno di un perimetro costituito principalmente dal percorso di antiche fortificazioni che correvano lungo la Rue McGill a ovest, la Ruelle des Fortifications a nord, la Rue Berri a est e la Rue de la Commune, a sud. A seguito di recenti modifiche, il quartiere è stato leggermente ampliato per includere Rue Sœurs-Grises a ovest, Rue St-Antoine a nord e Rue St-Hubert a est, e comprende anche il vecchio porto di Montréal.
Il sito dell'antica città di Montréal, conosciuto come Ville-Marie, è noto con precisione. Si tratta della Pointe-à-Callière dove si trova il museo omonimo, situato su una lingua di terra alla confluenza del fiume San Lorenzo e del Petite Rivière (erroneamente chiamato Saint-Pierre).
Fu Paul de Chomedey, Signore di Maisonneuve, a fondare la città nel 1642 per conto della Società di Notre-Dame de Montréal per la conversione dei selvaggi nella Nuova Francia, società creata dai Sulpiziani Jean-Jacques Olier e Jérôme Le Royer, Signore de La Dauversière. In questo luogo, nel 1643, fu costruito il primo forte. La società acquisì la signoria di tutta l'isola di Montréal e fece arrivare i primi coloni allo scopo di dare alloggio, educare e curare gli Amerindi. Le Suore Ospedaliere di Montréal, sotto la direzione di Jeanne Mance, costruirono ed amministrarono il primo ospedale di Montréal, l'Hotel-Dieu di Montréal, la cui costruzione è terminata nel 1645.

## Regime francese

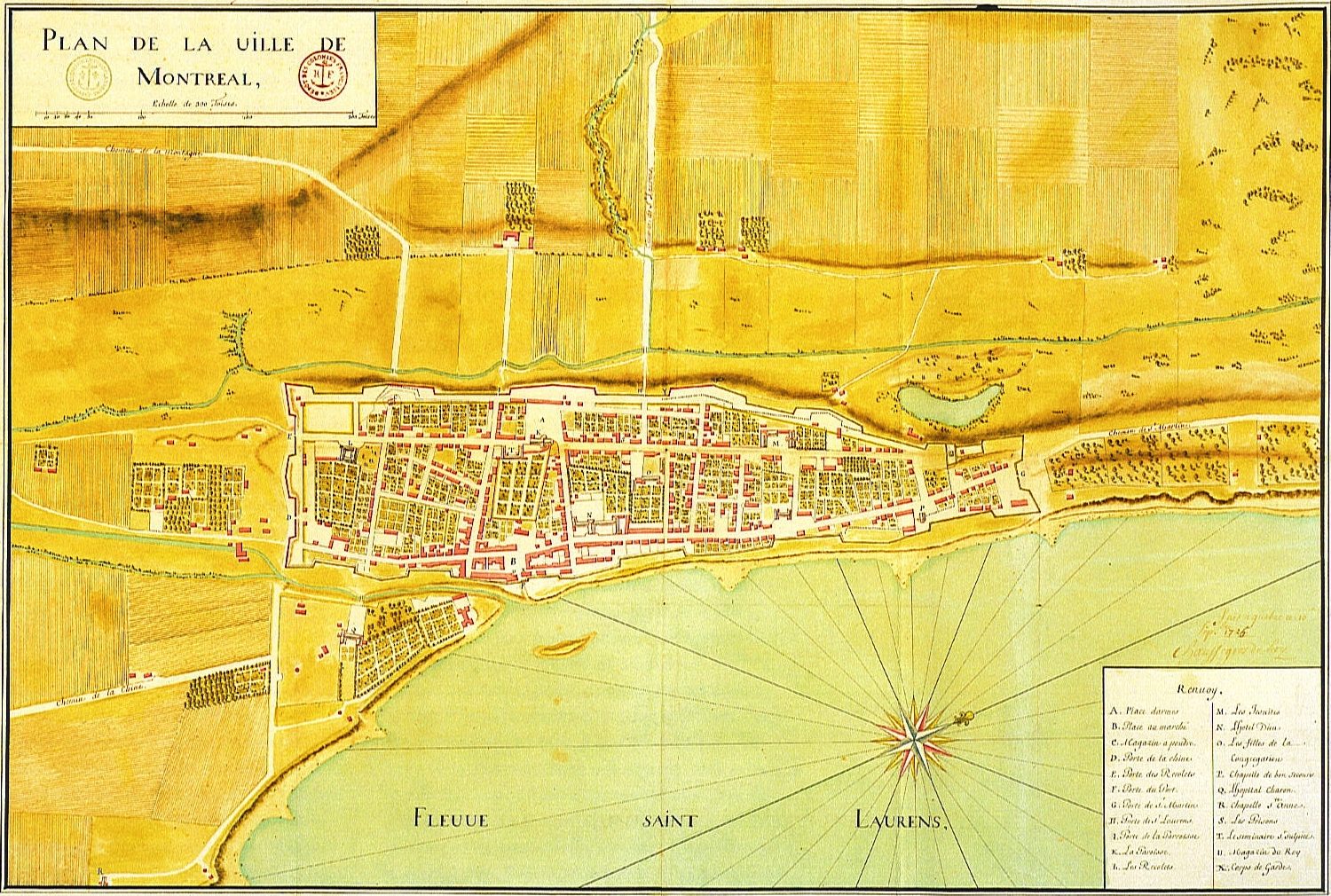
Montréal, fortificazioni di Montréal nel 1725

Dopo il fallimento della società di Notre-Dame, i Sulpiziani, arrivati nel 1657, nel 1663 diventano signori di Montréal. A quel tempo la città si trovava sotto il regime di una signoria. Il re di Francia prende il potere sulla colonia, dona loro l'isola di Montréal, a condizione di "tenir feu et lieu", ossia di "risiedere", e di garantire lo sviluppo della cultura. Nel 1665, il re invia una milizia di Sulpiziani composta da 1.200 uomini, il Régiment de Carignan-Salières. Si deve a François Dollier de Casson l'istituzione della prima rete stradale della colonia, a partire dai sentieri già esistenti. Vengono tracciate le prime strade, tra cui Notre-Dame, Saint-Paul e la rue Saint-Jacques. La griglia di origine è ancora visibile oggi. Infine, gli edifici d'epoca sono l'Hotel-Dieu de Montréal, il Vecchio Seminario di San Sulpice e la chiesa Notre Dame, poi Basilica de Notre Dame.

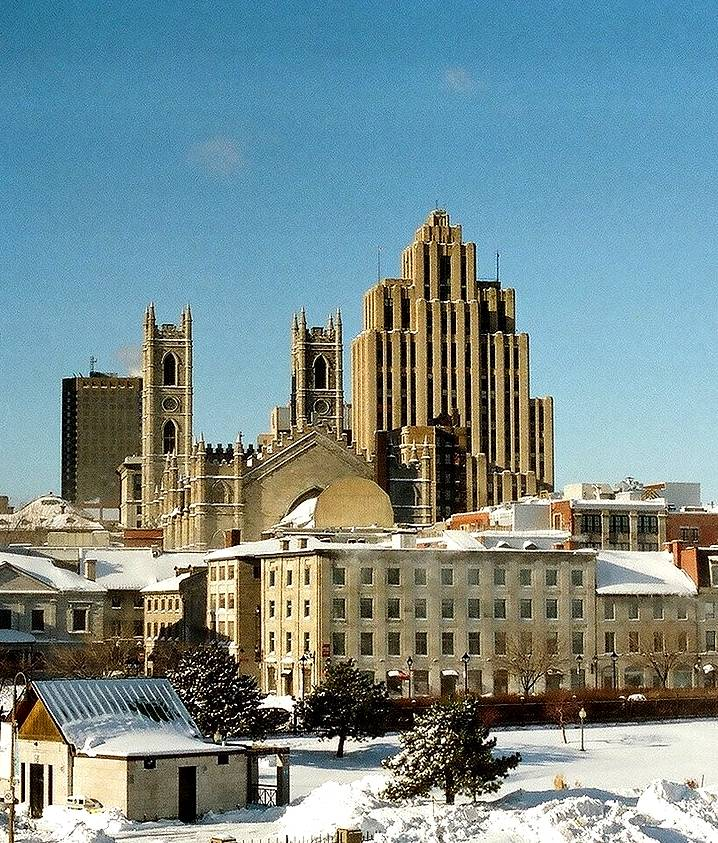
Vista dalla cima: alcuni tetti, la basilica di Nostra Signora e l'Aldred Building

Nei primi anni del XVIII secolo, il nome di Montréal, che inizialmente indicava l'isola, sostituisce a poco a poco quello di Ville-Marie. Si tratta di una vera e propria colonia francese, in cui il sogno iniziale, di combinare i coloni e nativi americani è scemato. Nel 1657 Marguerite Bourgeoys fonda la Congregazione delle suore di Nostra Signora, poi, l'arrivo della Gesuiti e dei Frati Minori Recolletti nel 1692 contribuisce a dare alla colonia il suo carattere cattolico.
Le vecchie fortificazioni di Montréal, erette nel 1717 da Gaspard de Léry Chaussegros, Ingénieur du roi, demolite nei primi anni del XIX secolo, demarcano i confini di Montréal all'epoca. In quei tempi si temeva un'invasione britannica. Le fortificazioni vennero costruite in modo da prevedere una futura espansione intra muros. Anche se i muri proteggevano da possibili attacchi, si dovette frontreggiare un altro grave problema del tempo: una forte concentrazione di case a schiera riscaldate con fuoco a legna fu la causa di molti devastanti incendi. Nel 1721, Montréal riceve un decreto reale dalla Francia che impediva le costruzioni di legno. Da quel momento in poi gli edifici dovranno essere tutti costruiti in muratura. Il costante richiamo di tale ordinanza, non sempre venne rispettato. L'ordine limitò l'uso di legno solo per il tetto e la sua struttura, utilizzo che avrebbe potuto ancora avere gravi conseguenze quando si combina il fuoco con venti forti. Solo i ricchi del tempo e le comunità religiose potevano permettersi di costruire edifici in pietra, gli altri dovevano lasciare le fortificazioni per insediarsi nei faubourg (sobborghi) o ignorare l'ordinanza.

## La colonia britannica
La Nuova Francia divenne una colonia britannica nel 1763. Anche se le conseguenze della conquista non vennero avvertite nel breve periodo, con il tempo saranno indelebili. Fino alla fine del XVIII secolo, l'impatto non è visibile, le costruzioni ereditano le metodologie di costruzione del precedente regime francese. Tuttavia, molti religiosi cattolici lasciano la città di Montréal, a causa della diffidenza delle autorità britanniche nei loro confronti.

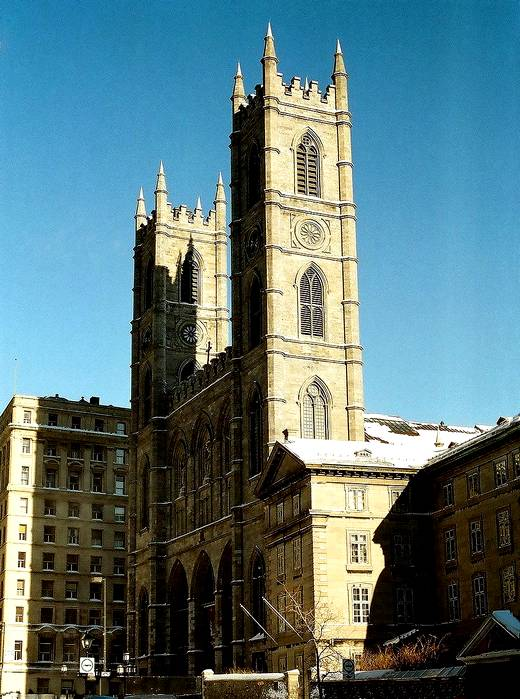
Notre Dame: la facciata del 1830

Oltre al progressivo impatto della presenza britannica, sono gli incendi modificare il volto della vecchia tra il XVIII e il XIX secolo. Le costruzioni, e la maggiore densità di popolazione, rendono sempre più drammatiche le conflagrazioni e gli incendi, contribuendo a riconfigurare il volto della Vieux-Montréal. Per esempio l'Hotel-Dieu subisce in breve tempo ben tre incendi.
Gli incendi del 1765 e del 1768 radono al suolo quasi la metà degli edifici della Vieux-Montréal. Nel maggio 1765, un incendio distrugge circa 110 case prima di bruciare sia il vecchio hotel Callière che l'ex ospedale generale. Nel mese di aprile 1768, vengono distrutte da un incendio, 88 case di Rue Saint-Jean-Baptiste, l'Hotel Vaudreuil e il convento della Congregation de Notre-Dame. Negli anni successivi, gli edifici verranno costruiti più vicini gli uni agli altri.
Il 6 giugno 1803, un enorme incendio distrugge la prigione, la chiesa e le dipendenze dei Gesuiti, una dozzina di case e l'ex residenza del marchese de Vaudreuil. A a partire dal 1804, le autorità di impegnarono alla distruzione delle fortificazioni che circondano il centro di Montréal. Lo spazio liberato venne utilizzato per costruire abitazioni di lusso. Lo smantellamento della fortificazione venne completato nel 1815, rendendo possibile l'espansione del perimetro del quartiere, l'apertura verso la periferia e rense più fluido il traffico su tutta l'isola.
Gli incendi crearono uno spazio che venne concesso alla città per la realizzazione di nuova piazza del mercato, denominata Marché Neuf (Nuovo Mercato) nel 1845 prima di assumere l'attuale nome di Place Jacques-Cartier. Lo spazio occupato dalla chiesa gesuita è Place Vauquelin, ed è l'ex giardini dei Gesuiti nel 1873 si baserà sul municipio a Montréal.

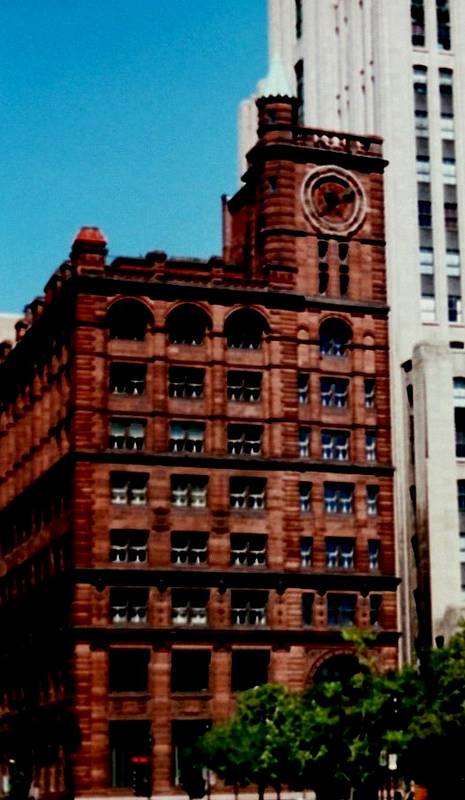
A Place d'Armes, il primo grattacielo in Canada, a New York Life Building, 1887-1889

Nel 1821, un incendio distrusse la Mansion House, un lussuoso hotel risalente al 1815, edificio che ospitò la prima biblioteca pubblica della città con oltre 7.000 volumi. Venne sostituito dal British-American Hotel, hotel che ospitava anche il Théatre Royale. L'hotel bruciò nel 1833 e nel 1845.
Nel 1849, fu una sommossa dovuta ad una protesta politica a provocare un incendio. A seguito di questi incidenti, il parlamento prese la decisione di trasferire la capitale del Canada ad Ottawa.
II XIX secolo testimonia l'emergere di una classe borghese di mercanti molto diversa dall'aristocrazia dell'Ancien Régime. La presenza del porto, una delle principali attività commerciali, cambierà il paesaggio urbano, spingerà alla creazione di negozi nei quali il piano terra viene utilizzato per il commercio, mentre dal primo residenziali. Tuttavia, questo tipo di costruzioni verranno gradualmente sostituiti con negozi, banchi, showroom, officine di riparazione. Con questo tipo di costruzioni, la Vecchia Montréal subisce una vera e propria trasformazione: sempre meno spazi residenziali e più negozi.
Ma lo spirito anglo-sassone, che man mano prevalse nel tempo, fu particolarmente presente nel settore bancario e della finanza. Ogni business richiese una infrastruttura finanziaria che si poteva trovare soprattutto in principalmente Rue Saint-Jacques, la "Wall Street" di Montréal. In questa strada si stabilirono non solo le più grandi banche, come la Banca di Montréal e la Royal Bank, ma anche compagnie diverse ditte di assicurazione e di una borsa valori. Tutti questi edifici sono in pietra, in stile neo-classico e progettati da architetti anglosassoni.
Lo stesso vale per gli edifici istituzionali, come il vecchio palazzo di giustizia, le dogane, il Marché Bonsecours, il Notre Dame, la cui facciata è opera di un irlandese protestante di New York, James O'Donnell. L'unica eccezione è il Municipio, ispirato all'Hotel de Ville de Rennes; rispetto alle costruzioni in pietra, costrituite sotto il dominio francese, questi sono in stile vittoriano.

## Il rinnovo

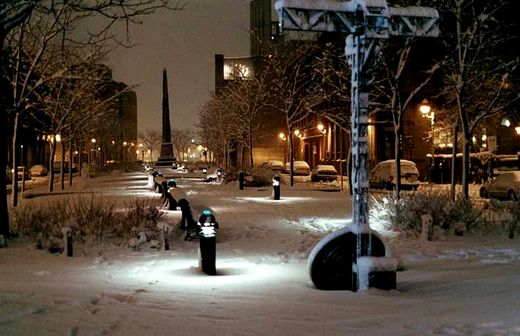
Place d'Youville ristrutturata nel 1999

I primi anni del XX secolo videro il dinamismo del quartiere crescere sempre di più, come testimonia la costruzione di edifici di prestigio, come il Aldred Building (1929-1931), il La Sauvegarde (1913) o la prima Borsa Valori (1903-1904). Le attività portuali, il settore finanziario, la giustizia e l'amministrazione comunale contribuirono a mantenere una costante attività fino alla Grande Depressione del 1929. Ma gli elementi di un imminente declino non mancavano.
Il trasferimento degli impianti portuali molto più ad est privò la Vieux-Montréal di molte aziende legate al commercio marittimo, lasciando molti magazzini e edifici commerciali abbandonati. Lo spostamento graduale del centro della città verso nord e l'abbandono quasi totale dei residenti, ebbe l'effetto di svuotare completamente il quartiere e alla chiusura degli uffici. La quasi totale mancanza di vita notturna conferì alla zona la reputazione di quartiere pericoloso.
Inoltre, Vieux-Montréal pagò un tributo al culto dell'automobile: quando un edificio venne distrutto, lo spazio viene riutilizzato per un parcheggio. Gli spazi più prestigiosi, come la Place d'Armes, Place d'Youville e Place Jacques-Cartier verso la metà del XX secolo erano occuparti da posteggi per auto. Un parcheggio vicino allo Château Ramezay contribuì allo stesso modo a deturpare la zona.
Per le autorità municipali, Vieux-Montréal è una sorta di anomalia: l'eredità del quartiere non sembrava importante. La nuova Pianificazione urbanistica previde l'estensione delle strade, il che significa l'abbattimento di molti vecchi edifici. Ma ciò che fece scattare la mobilitazione per salvare la vecchia Montréal, fu un assurdo progetto di strada sopraelevata lungo il fiume, oltre la Rue de la Commune. L'urbanista olandese Daniel Van Ginkel riuscirà a convincere le autorità ad abbandonare il progetto. È da queste proteste che la popolazione iniziò a prededere coscienza del patrimonio urbanistico. Che si tradurrà, nel 1964, con la riclassificazione della maggior parte del quartiere come quartiere storico. Anche se allo stesso tempo, il governo del Québec si impegnerà nell'ultimo "massacro-demolizione" di alcuni edifici del XIX secolo per erigere un nuovo Palazzo di Giustizia.

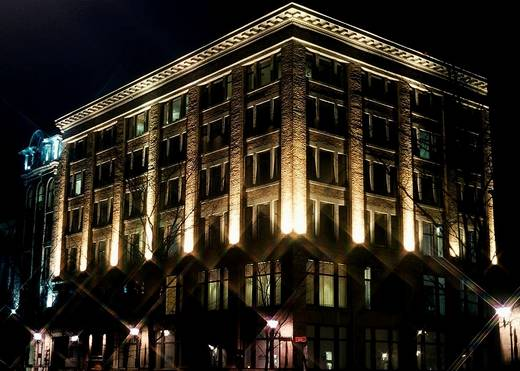
Il Lyman (1908) sulla Place d'Youville convertito in condominio residenziale nel 1985

La rivitalizzazione della zona iniziò con l'inventario, la valorizzazione e il riciclaggio degli edifici abbandonati, in uffici o condomini residenziali. Il processo fu spesso costoso, ma il restauro conferì agli edifici del quartiere uno stile originale, assente in altri della città.
Oltre alla costante ritorno dei residenti, la zona diventò interessante grazie agli alberghi. Nel XIX secolo, gli alberghi più importanti si trovavano in Vieux-Montréal. Nel 1980 non vi era neanche un albergo. Con il tempo ne vennero aperti alcuni, e nel 2009, se ne contavano una ventina, in gran parte riciclati da vecchi edifici, il che conferisce loro, un carattere unico e originale. Un flusso costante di turisti e la presenza di nuovi residenti rense possibile la vita notturna e i divertimenti.
In aggiunta, le autorità municipali hanno investito ingenti somme per rinnovare l'arredamento. Place Jacques-Cartier e parte della Place d'Youville vennero riallineate, e venne effettuato un completo restauro della Place d'Armes. Fu anche sviluppato un progetto di illuminazione per evidenziare i diversi stili architettonici, che, grazie alla loro grande varietà, ha reso Vieux-Montréal meta per molti film che si avvalgono di una cornice architettonica veramente unica.
Tutti sono d'accordo che oggi l'eredità storica e culturale del patrimonio della vecchia Montréal è la sua principale attrazione. Mettendo in evidenza i vecchi edifici e il riempimento degli spazi vuoti con edifici di nuova costruzione, il distretto ha acquisito una dinamica che lo rende la prima destinazione turistica di Montréal.

## Attrazioni
Vieux-Montréal è una delle zone turistiche più popolari non solo di Montréal, ma anche dell'intero Canada. Alla fine degli anni novanta, si è stimato che la Vecchia Montréal sia stata visitata da più di 11 milioni di persone.
Ci sono molte piazze importanti: Place d'Armes, Place Jacques-Cartier e la basilica di Notre Dame, visitata in estate da più di 2.500 persone al giorno.
Il quartiere è sede anche di diversi musei, di cui alcuni di loro molto frequentati. Per esempio il museo archeologico di Pointe-à-Callière, lo Château Ramezay, il museo Marguerite Bourgeoys e la Cappella di Notre-Dame-de-Bon-Secours.
Vieux-Montréal ha solo sette edifici risalenti al periodo francese, che termina nel 1763 : l'Antico Seminario di St. Sulpice (1684), l'ex Hôpital général (1693), il castello Ramezay (1705), la Maison Sabrevois Bleury (1747), Maison Brossard-Gauvin (1750), una piccola dépendance associati con l'intera Assemblea Papineau non accessibili dalla strada (1752) e la Maison Dumas (1757).

## Galleria d'immagini

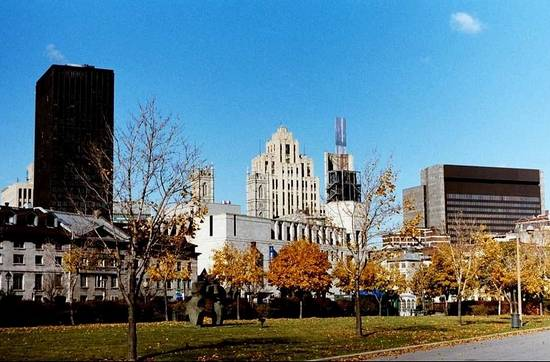
Prospettive della Vecchia Montréal dal Porto Antico di Montréal
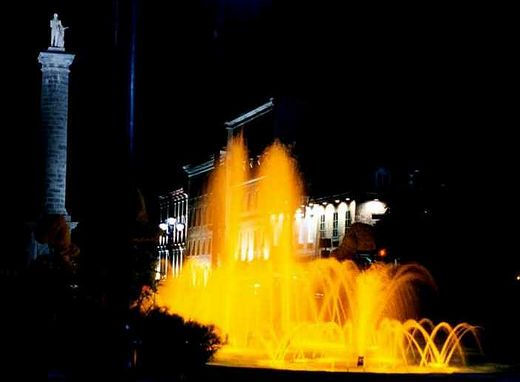
Place Vauquelin con la colonna di Nelson
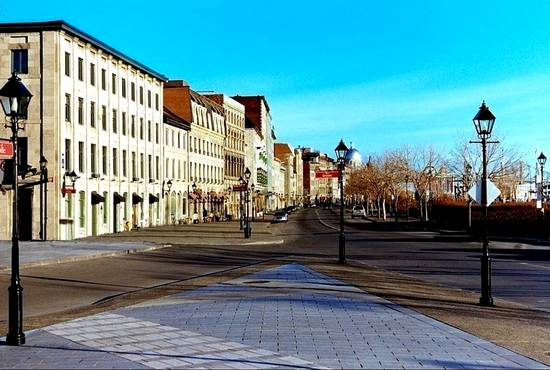
Rue de la Commune in Place Royale
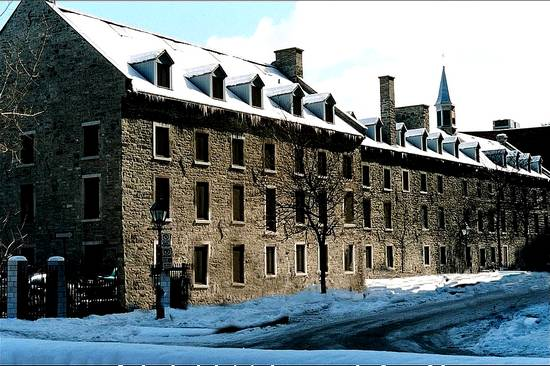
Ex Ospedale Generale
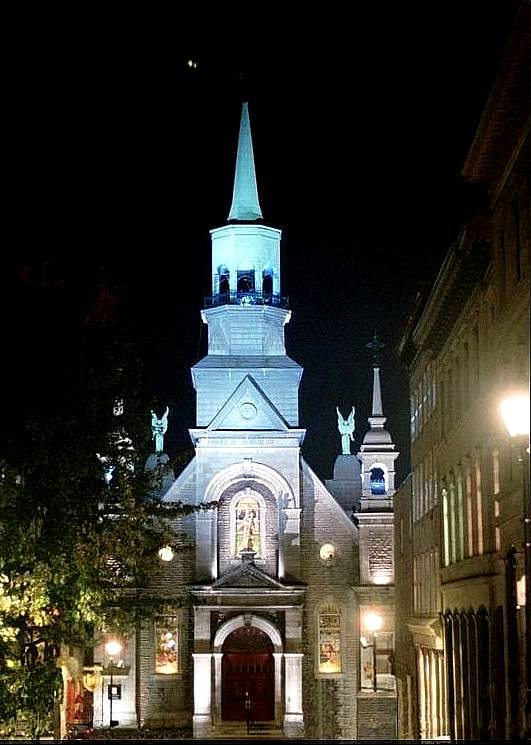
Chapelle Notre-Dame-de-Bon-Secours
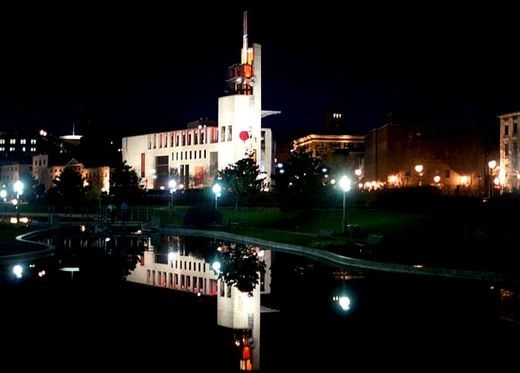
Musée Pointe-à-Callière
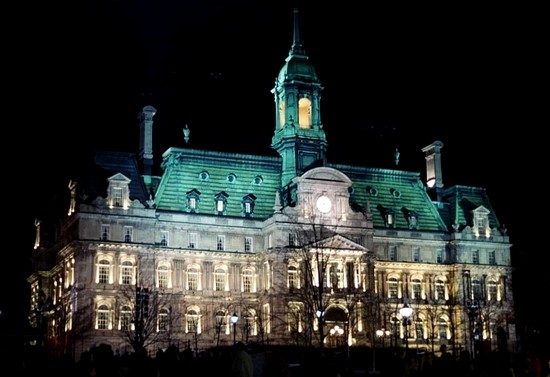
Montréal Municipio di notte
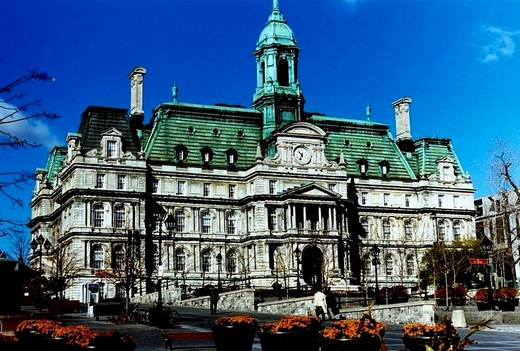
Montréal Municipio
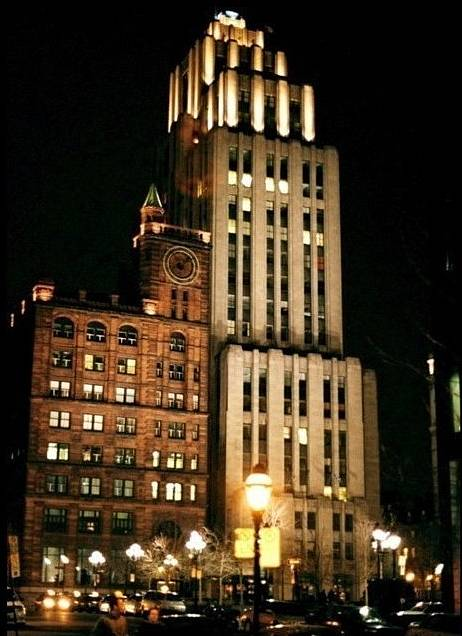
New York Life Building e il Aldred Building Place d'Armes
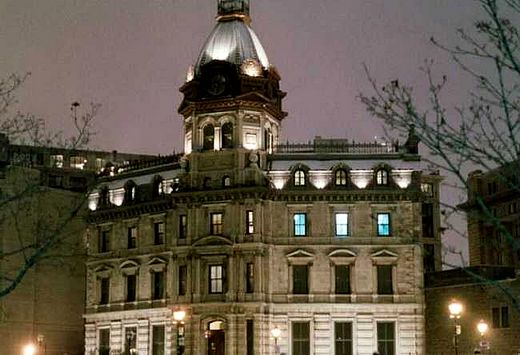
Édifice des Commissaires (1878)
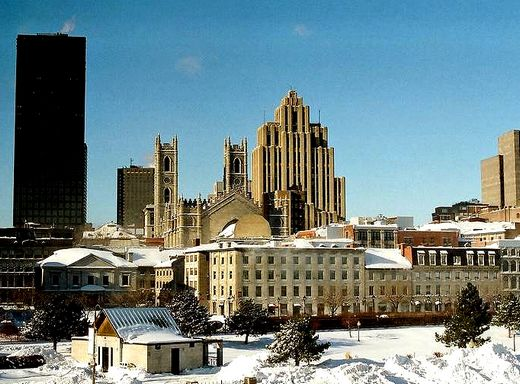
Verso la Place d'Armes
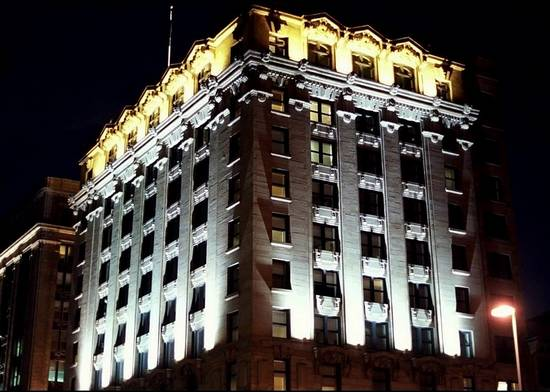
Canadian Express (1908), ora Hôtel St-Paul
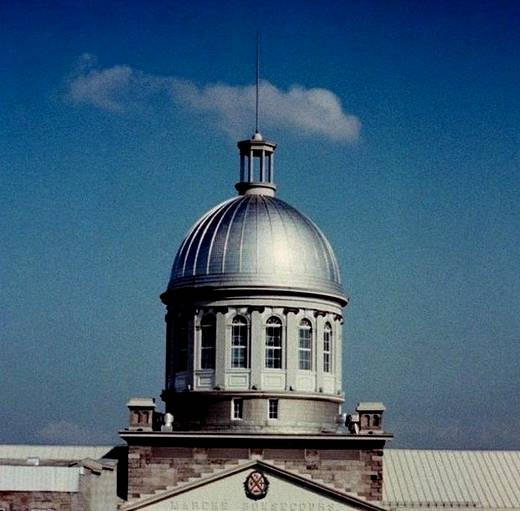
Duomo di Bonsecours Mercato
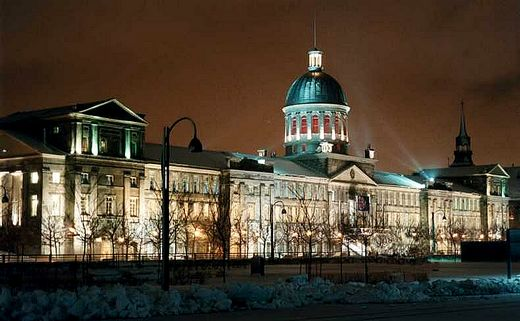
Bonsecours Mercato
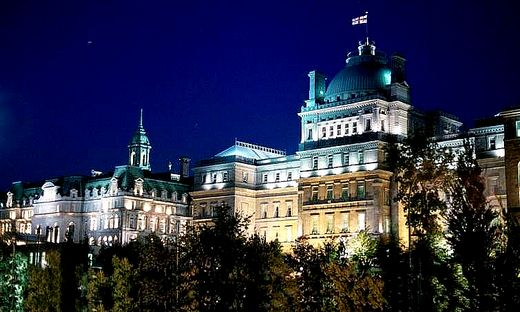
Montréal Municipio e Vecchio Palazzo di Giustizia
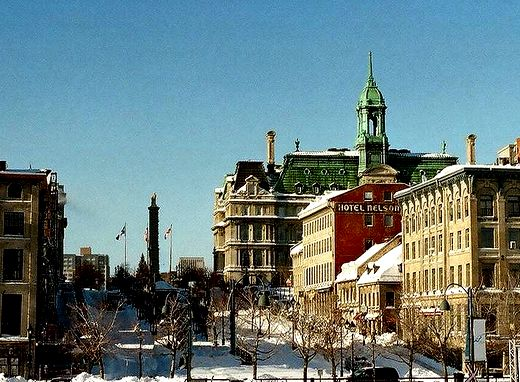
La Place Jacques-Cartier
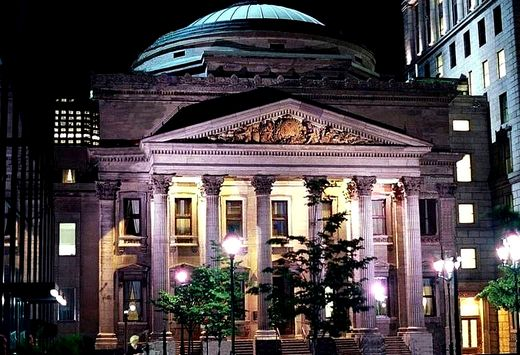
Bank of Montréal
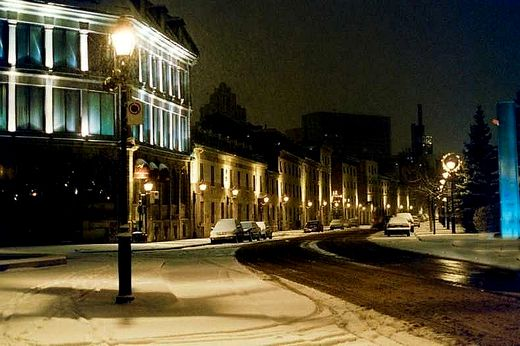
Rue de la Commune est
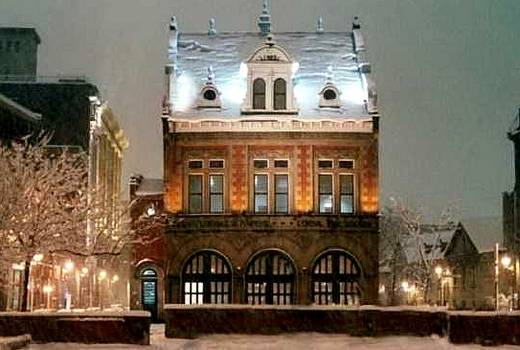
Prima caserma Montréal (1903), Place d'Youville
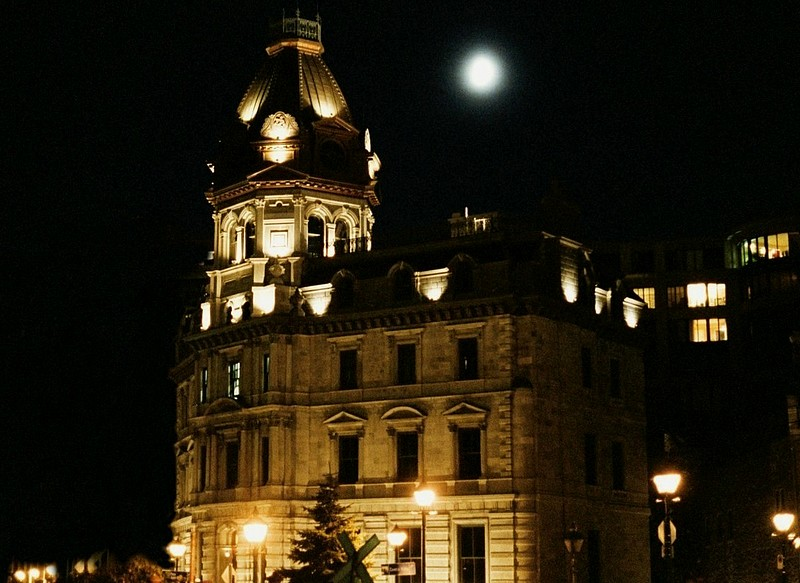
Édifice des Commissaires (1878)
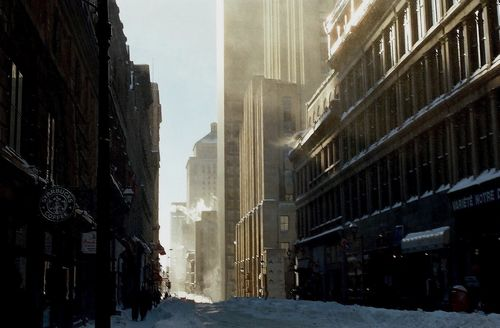
Rue Notre-Dame per la Place d'Armes
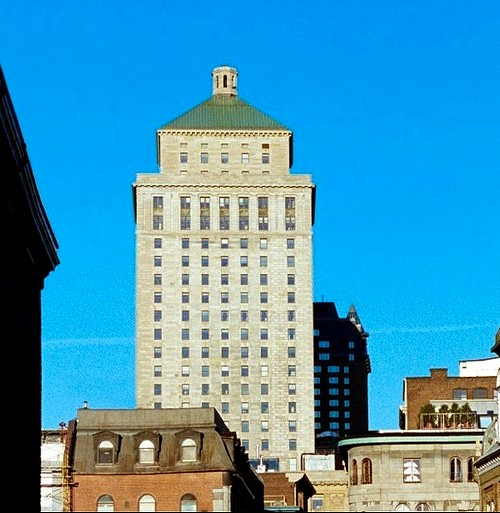
Royal Bank per la rue Saint-Pierre
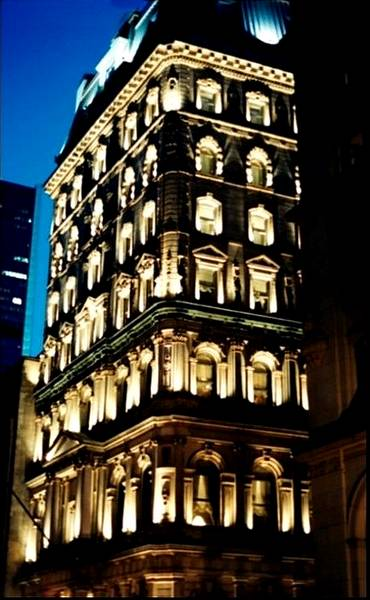
Merchant Bank (1873), ora Hôtel St-James
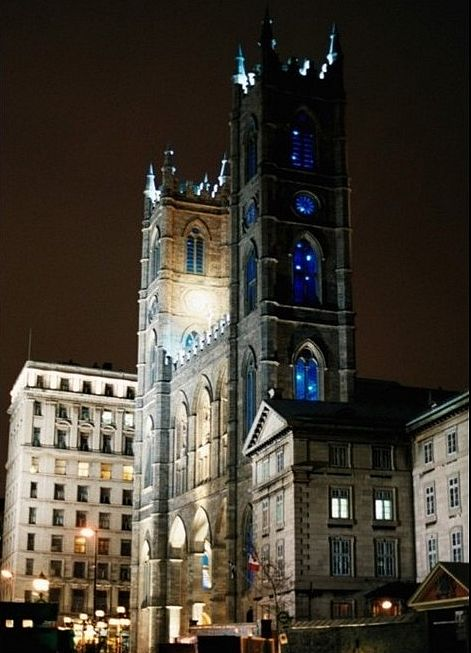
Basilica Notre-Dame de Montréal